# Algarrobo (Guayama)
Algarrobo es un barrio ubicado en el municipio de Guayama en el estado libre asociado de Puerto Rico. En el Censo de 2010 tenía una población de 6959 habitantes y una densidad poblacional de 580,2 personas por km².

## Geografía
Algarrobo se encuentra ubicado en las coordenadas 17°58′55″N 66°5′5″O / 17.98194, -66.08472. Según la Oficina del Censo de los Estados Unidos, Algarrobo tiene una superficie total de 11.99 km², de la cual 10.89 km² corresponden a tierra firme y (9.22%) 1.11 km² es agua.

## Demografía
Según el censo de 2010, había 6959 personas residiendo en Algarrobo. La densidad de población era de 580,2 hab./km². De los 6959 habitantes, Algarrobo estaba compuesto por el 71.04% blancos, el 15.99% eran afroamericanos, el 0.53% eran amerindios, el 0.09% eran asiáticos, el 8.97% eran de otras razas y el 3.38% pertenecían a dos o más razas. Del total de la población el 99.05% eran hispanos o latinos de cualquier raza.